# Ardisia sorogensis
Ardisia sorogensis är en viveväxtart som beskrevs av C.M.Hu. Ardisia sorogensis ingår i släktet Ardisia och familjen viveväxter. Inga underarter finns listade i Catalogue of Life.